# Tjahjo Kumolo
Tjahjo Kumolo né le 1er décembre 1957 à Surakarta et mort le 1er juillet 2022 à Jakarta est un homme politique indonésien.

## Biographie
Il a été Ministère de l'intérieur dans le cabinet de Travail (2014-2019), et Ministre de la réforme administrative et bureaucratique dans le cabinet Indonésie En avant de 2019 jusqu'à sa mort, tous deux sous la présidence de Joko Widodo.
Il était un loyaliste de longue date de l'ancien président Megawati Sukarnoputri et un membre éminent de son Parti démocratique indonésien de lutte (PDI-P). Tjahjo Kumolo a été secrétaire général du PDI-P entre 2010 et 2015, et a été membre du Conseil représentatif du peuple (DPR) entre 1999 et 2014, période pendant laquelle il a été le président de la faction de son parti jusqu'à son remplacement par plus tard. collègue ministre Puan Maharani. Pendant le régime de l'Ordre nouveau du président Suharto, il a servi deux mandats dans la RPD entre 1987 et 1997.